# Georges Charbonneau
Georges Charbonneau, né le 23 décembre 1871 à Nantes et mort à Paris le 16 janvier 1919, est un peintre français.

## Biographie
Georges Félix Léon Charbonneau est le fils d'Alexandre François Charbonneau, ferblantier, et de Joséphine Fontaine, tailleuse.
Élève de Léon Bonnat à l'école des beaux-arts, il concourt en 1892 pour le prix de Rome et remporte le Deuxième prix en 1893, présentant Samson tournant la meule. En 1895, l'Académie royale de peinture et de sculpture lui accorde le prix Trémont.
Il meurt à son domicile de la rue de Vanves à l'âge de 47 ans.
Il est inhumé le 18 janvier au cimetière parisien de Bagneux.